# 退耕院 (美濃加茂市)
退耕院（たいこういん）は岐阜県美濃加茂市伊深町にある滝見観世音菩薩を本尊とする臨済宗妙心寺派の寺院。山号は妙智山。中濃八十八ヶ所霊場第64番札所である。また、平成20年（2008年）までは美濃三十三観音霊場の12番札所であった。
万治2年（1659年）に正眼寺の小隠禅如が師で正眼寺開山の大極唯一を勧請開山として開いた。本尊のほか、釈迦如来、達磨大師、弘法大師を祀る。令和7年（2025年）現在、無住となっており本尊の供養等は禅徳寺が行っている。